# Jonas Wærn (läkare)
Jonas Wærn, född 23 maj 1849 på Andersfors bruk i Bergsjö socken i Hälsingland, Gävleborgs län, död 24 januari 1929, var en svensk läkare och professor. Han var son till Lennart Wærn och bror till Leonard Magnus Wærn.
Wærn blev student vid Uppsala universitet 1869, medicine kandidat där 1874, medicine licentiat vid Karolinska institutet 1878 samt medicine doktor 1885 på avhandlingen Om difteriens och strypsjukans uppträdande i Sverige. Efter att ha verkat som underläkare dels vid Kronprinsessan Lovisas vårdanstalt, dels vid Allmänna Barnhuset, båda i Stockholm, förordnades han 1884 att bestrida e.o. professuren i pediatrik vid Karolinska institutet, tillträdde densamma 1885 och var ordinarie professor i pediatrik 1909-1914. Som överläkare vid Kronprinsessan Lovisas vårdanstalt (1892-1914) inlade han stor förtjänst vid anstaltens ombyggnad mot slutet av 1890-talet. Han var även framstående som lärare i pediatrik och utförde omfattande och betydelsefullt arbete för barnavårdens befrämjande och barnsjukdomarnas bekämpande.